# Þorramatur

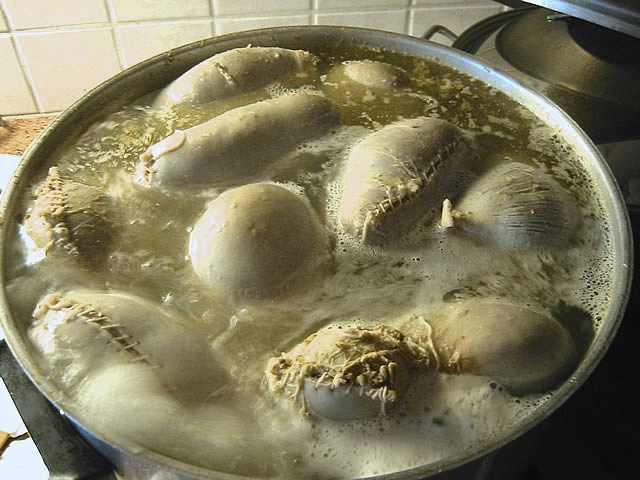
Lifrarpylsa.

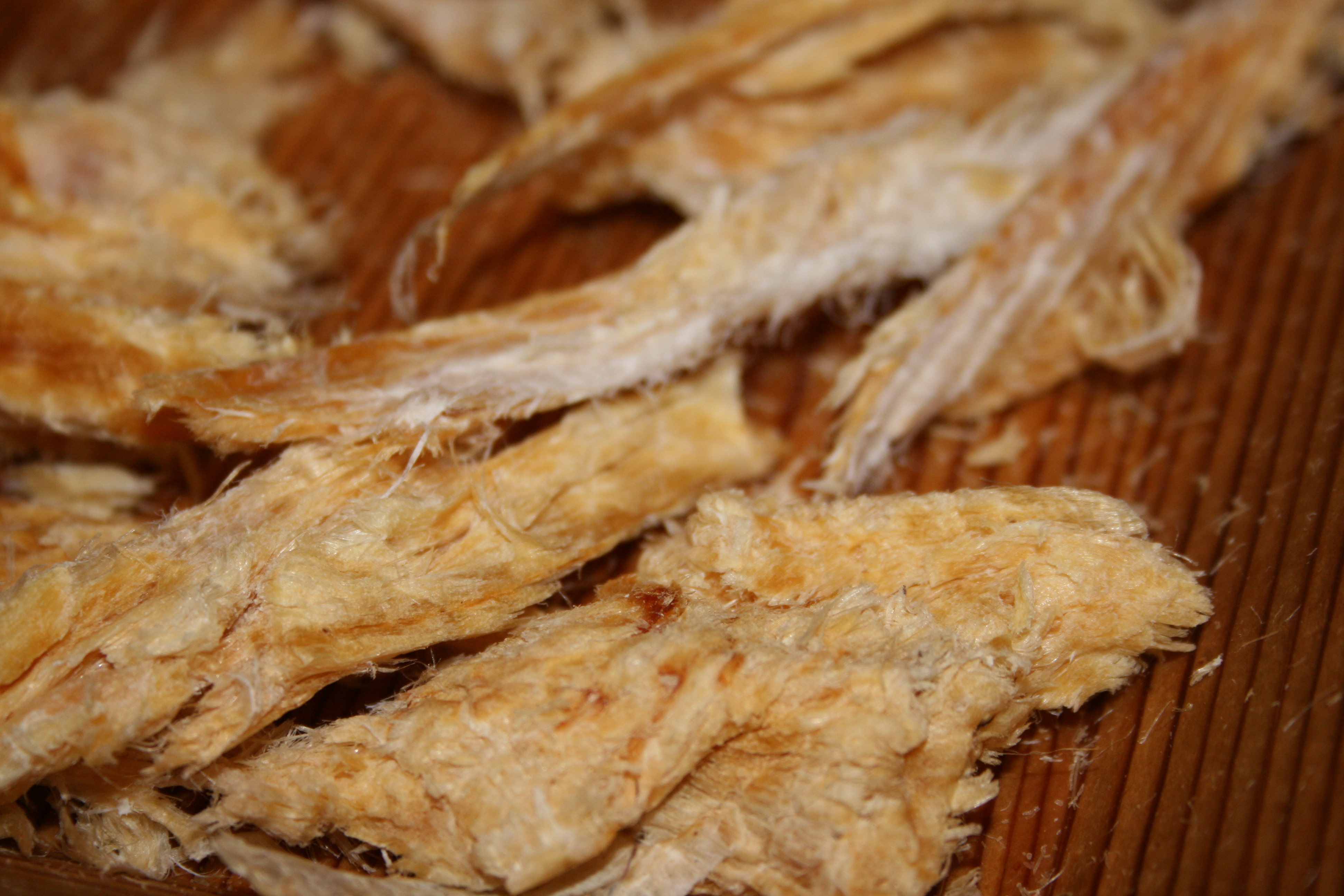
Harðfiskur: windgedroogde vis.

Þorramatur (Þorri’s maaltijd) is een verzameling van traditionele IJslandse gerechten meestal bestaande uit vis- en  vleesproducten  die op de traditionele manier zijn geconserveerd en bereid. Vaak in plakken gesneden en geserveerd met rúgbrauð (een compact en donker roggebrood), boter en brennivín, een IJslands aardappeldestillaat. Þorramatur wordt gegeten gedurende de oude Noordse maand þorri, die in het huidige januari en februari valt, en dan met name tijdens het midwinterfeest þorrablót als een eerbetoon aan de oude IJslandse afkomst en cultuur. Het þorramatur wordt nu meestal geserveerd als een buffet.

## Historie
Þorramatur is een oude gewoonte van een aantal IJslanders die uiteindelijk verworden is tot een nationale traditie. Vanaf het eind van de 19e eeuw begonnen de IJslanders midwinterfeesten te organiseren, het Þorrablót. Ook bij IJslanders die na de Tweede Wereldoorlog van het platteland naar Reykjavik migreerden, waren deze feesten in de jaren 50 60 populair. Door hen werden er vaak typische IJslandse plattelandsgerechten bij geserveerd, waarvan sommigen op de traditionele wijze bereid. Het was meestal een buffet van gerechten die bij de voormalige plattelanders erg in de smaak viel, maar nauwelijks bekend bij de stedelingen. 
Het restaurant Naustið in Reykjavik kwam voor het eerst op het idee om dit type buffet aan de maand þorri en het þorrablót te koppelen. In 1958 begon het restaurant met het zelf verzonnen woord þorramatur (þorri’s maaltijd) te adverteren. Het voedsel werd voor 4 personen in houten troggen geserveerd, replica’s van de troggen die in het Nationaal Museum van IJsland lagen. De redenen van Naustið om het þorramatur te introduceren waren deels van commerciële aard (tijdens de onvoordelige wintermaanden kregen de IJslanders een impuls om naar het restaurant te gaan), maar ook om de moderne IJslander een hernieuwde kennismaking met oude gerechten te laten maken. Hun poging was succesvol, en de populariteit van Naustið nam met sprongen toe. Ook werd het idee snel door andere restaurants (ook buiten Reykjavik) overgenomen, en het duurde niet lang voordat ook anderen, zoals regionale buurtgemeenschappen en studentenverenigingen die þorrablót-festivals organiseerden, ook þorramatur-buffetten aan de activiteiten toevoegden.
De traditionele manier van het conserveren van vleesproducten was door het in zure melk te leggen, waardoor het een typische zure smaak krijgt. Deze smaaksensatie is voor de meeste moderne IJslanders ongewoon, waardoor meerdere producten tijdens het Þorramatur-buffet in een zure en een neutrale variant worden aangeboden. Er worden ook andere producten geserveerd die eigenlijk tot de normale IJslandse keuken behoren, zoals gerookt lamsvlees, gedroogde vis en zelfs gefermenteerde Groenlandse haai, de hákarl. Daarnaast bevat het Þorramatur soms gerechten die van origine strikt regionaal waren en ook voor meerdere traditionele IJslanders vreemd zijn, zoals zeehond flippers. Dit gerecht kwam oorspronkelijk uit het Breiðafjörður district.
Tijdens deze feestelijkheden vloeit de IJslandse drank brennivín vaak rijkelijk.

## Gerechten
Het þorramatur bestaat uit meerdere gerechten, zoals:
- Kæstur hákarl, gefermenteerde of rottende Groenlandse haai
- Súrsaðir hrútspungar, taart van ramstestikels in gelei, soms inclusief scrotum
- Svið, verschroeide, gekloofde en gekookte schapenkoppen. De ogen zijn een lekkernij
- Sviðasulta, hoofdkaas gemaakt van svið, soms in het zuur
- Lifrarpylsa, een worstje van schapenlever en -ingewanden met bloem
- Blóðmör of slátur, (slacht), bloedpudding
- Harðfiskur, harde, in de wind gedroogde vis (meestal kabeljauw, schelvis of zeewolf), geserveerd met boter en soms warme melk om de vis in te laten weken
- Hvalur, walvisvlees in het zuur
- Rúgbrauð, traditioneel IJslands roggebrood
- Hangikjot, (hangvlees), gerookte en gekookte lams- of schapenvlees
- Lundabaggi, schapenlendenen in het zuur
- Selshreifar, flippers van de zeehond

Andere lekkernijen zijn:
- Bringukollar
- Flatbrauð
- Flatkaka
- Laufabrauð
- Magáll
- Pottbrauð
- Rengi
- Rófustappa
- Rúgbrauð
- Sundmagi
- Sviðakjammi
- Sviðalappir
- Sviðasulta
- Svínasulta